# Olive Telecom
Olive Telecom — индийская компания, выпускающая мобильные устройства стандартов GSM, CDMA, WCDMA.

## История
Компания основана в 2006 году. На мировом рынке с момента основания компании продано более 20 миллионов мобильных устройств. Главным потребительским рынком сбыта является Индия. Там же, в г. Гуаргаон находится штаб-квартира компании. Представительства открыты в 24 странах мира. Для продвижения торговой марки Olive на рынок стран СНГ представительство открыто в Минске. На рынке операторов мобильной связи Olive Telecom сотрудничает с 25 компаниями, среди которых Tata indicom, Airtel, Flexi, Smart, Indosat, Скай Линк и другие.

## Разработка и производство
В составе компании 2 центра дизайнерских разработок в Индии. Также дизайном и технической разработкой устройств занимаются R&D центры в Китайских городах Nanjing и Shanghai. Наряду с дизайном и современными технологиями, внимание уделяется также снижению себестоимости разработок компании за счет контроля производственных расходов. Для выпуска продукции задействованы производственные мощности мировых лидеров-компаний Haier, Foxconn, Flextronics. Также стратегическим партнером Olive Telecom является Qualcomm.

## Продукция

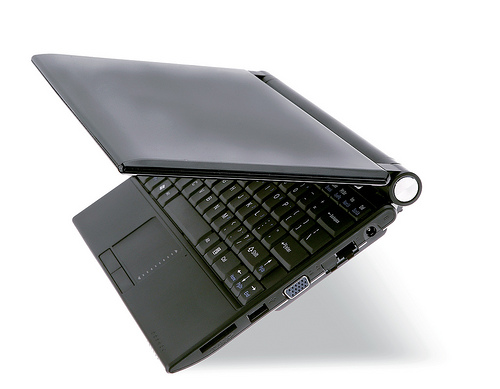
Olive Zipbook

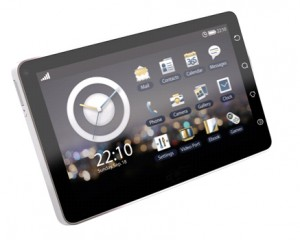
OlivePad

- GSM телефоны (серия V-G) 1100, 2100, 3200, 300, 400, 500, 700, 800.
- CDMA телефоны (серия V-C) 1000, 2000, 2003, 2010, 2100, 2110, 2200, 3000, 3010, 3020, 3030, 3100, 3200, 3300, 200, 300, 8000, 8010, 8200, 70, 80.
- Olive Wiz V-GC800[1].
- CDMA EV-DO (3G) модемы.
- WCDMA (3G) телефоны.
- WCDMA (3G) модемы.
- Wi-Fi роутеры.
- Olive Zipbook — первый индийский 3G нетбук[2].
- OlivePad — первый индийский 3G планшетный компьютер[3][4][5].